# Úrvalsdeild Karla de 2021
A Úrvalsdeild Karla de 2021, também conhecida como Pepsi-deild karla de 2021 por motivos de patrocínio, é a 110ª temporada da Úrvalsdeild Karla e a primeira da década de 20 no século XXI, sendo a principal divisão de futebol na Islândia. Doze equipes participam da liga, junto ao Valur, que após conquistar o seu 23º título na temporada passada, defenderá o posto de campeão, depois de ganhar o título antecipadamente em 18 rodadas devido a pandemia de COVID-19.

## Equipes
A temporada de 2021 será disputada por doze equipes, dez remanescentes da temporada passada e duas promovidas da 1. Deild Karla. As duas equipes de pior colocação na temporada passada, Grótta e Fjölnir, foram rebaixadas para a 1. Deild Karla de 2021 e foram substituídas por Keflavík e Leiknir Reykjavík, campeão e vice da 1. Deild Karla de 2020, respectivamente.

### Estádios, localidades e posições
| Equipe      | Cidade/Comuna           | Estádio            | Capacidade | Posição anterior |
| ----------- | ----------------------- | ------------------ | ---------- | ---------------- |
| Breiðablik  | Kópavogur               | Kópavogsvöllur     | 3.009      |                  |
| FH          | Hafnarfjörður           | Kaplakriki         | 6.450      |                  |
| Fylkir      | Grafarvogur (Reykjavík) | Extra völlurinn    | 1.030      |                  |
| HK          | Kópavogur               | Kórinn             | 1.452      |                  |
| ÍA          | Akranes                 | Norðurálsvöllurinn | 3.054      |                  |
| KA          | Akureyri                | Akureyrarvöllur    | 1.645      |                  |
| Keflavík    | Reykjanesbær            | Keflavíkurvöllur   | 5.200      |                  |
| KR          | Reykjavík               | Alvogenvöllurinn   | 3.333      |                  |
| Leiknir     | Reykjavík               | Leiknisvöllur      | 1.025      |                  |
| Stjarnan    | Garðabær                | Samsung völlurinn  | 1.440      |                  |
| Valur       | Reykjavík               | Valsvöllur         | 2.465      |                  |
| Víkingur R. | Reykjavík               | Víkingsvöllur      | 1.848      |                  |